# Bauen im Bestand
Bauen im Bestand (auch Bestandsbau) umfasst folgende, in der HOAI definierten, Wert erhaltenden oder Wert steigernden Baumaßnahmen an bestehenden Gebäuden: Instandhaltungen, Instandsetzungen, Modernisierungen, Umbauten, Erweiterungsbauten, Wiederaufbau.
Üblicherweise werden dem Bauen im Bestand auch folgende Begriffe zugeordnet:
Modernisierung, Renovierung, Altbausanierung, energetische Sanierung, Reparatur, Wartung, Konservierung, Rekonstruktion, Translozierung, Restaurierung.
Die DIN 276-1: 2008-12 Kosten im Bauwesen – Teil 1: Hochbau empfiehlt: „Bei Bauprojekten im Bestand sollten die Kosten nach Abbruch-, Instandsetzungs- und Neubaumaßnahmen unterschieden werden.“

## Fachzeitschriften
- seit 1978, erscheint siebenmal jährlich: B+B Bauen im Bestand. Professionell modernisieren, umbauen, instand setzen, Verlagsgesellschaft Rudolf Müller, Köln, ISSN 2190-9504.
- seit 2007: Metamorphose: Bauen im Bestand. 2013 aufgegangen in der db deutsche bauzeitung als vierteljährliches Teilheft db-metamorphose: Bauen im Bestand.